# Димитър Раев
Димитър Раев Недялков е кмет на Търново от 1925 до 1928 година и областен управител на Скопие в периода на българското управление между 1941 и 1944 година.

## Биография
Димитър Раев е роден на 26 май 1894 г. в Стражица в семейството на уважавания от всички Райо (Раю) Недялков Раев. През 1912 г. завършва прочутата Търновска мъжка гимназия „Свети Кирил“. След обявената през 1915 г. от правителството на д-р Васил Радославов обща мобилизация на българските въоръжени сили, Димитър Раев постъпва в школата за запасни подофицери в Княжево. Като всеки родолюбив българин той участва в Първата световна война, надявайки се, че тя ще донесе така очакваното от всички национално обединение. Втората национална катастрофа покрусява младежа, но в същото време стимулира желанието му да служи достойно на родината.
През 1920 г. Димитър Раев завършва право в Софийски университет. На следващата година той свързва живота си с Богдана Христова, внучка на известната с родолюбивата си дейност възрожденка Бяла Бона (Бона Станчева). Имат син Светлозар Раев – български посланик при Съвета на Европа 1992 – 1998 г.и при Св. Престол-Ватикана 1999 – 2001 г. и дъщеря Лариса.
Бъдещият кмет се утвърждава сред търновци както с безупречната си адвокатска практика, така и с активното си участие в обществено-политическия и културен живот. Първоначално членува в Демократическата партия, но след създаването на Демократическия сговор се влива в неговите редове. Нещо повече, Димитър Раев играе съществена роля в живота на новата организация, тъй като става секретар на Изпълнителния комитет на Околийското бюро на Демократическия сговор и секретар на местната младежка организация. В многобройните си речи той защитава частната собственост като неприкосновена, но в същото време апелира и за социална справедливост. Поради това някои от съвременниците му го определят като социалдемократ по убеждение. Той е и сред водачите на Всебългарския съюз „Отец Паисий“, който ежегодно организира протести срещу несправедливия Ньойски договор. В продължение на десет години (1931 – 1941 г.) е председател на гимнастическото дружество „Юнак“.
Димитър Раев е съпричастен и на туристическото движение. Видният деец е почетен председател на Търновския клон на Юношеския туристически съюз (ЮТС). На откриване на 6 юни 1928 г. в Модерен театър Агитационна туристическа седмица изнася основен доклад на тема „Порочността у юношката младеж и ЮТС като фактор против порочността.“
И все пак върхът в кариерата му се свързва с кметския му период. За това свидетелства красноречивата оценка на дългогодишния бирник Сталян Цанков: „Раев беше напорист човек, с голям размах. Виждаше надалеч, което е хубаво за един управник. Приемаше идеите и ги доразвиваше. Той разгърна цялата си енергия. Нали трябваше да се доказва, че е достоен, и то първи сговористки кмет. Имаше амбицията да надмине стамболовистите. Във всичко влагаше хъс. Той завари много планувани строежи и се зае с тях. Като учено, знаеше как да действа. Сключи заем с банки и веднага започна.“
Разказват, че встъпването на Димитър Раев на кметския пост се съпровожда с интересен ритуал. Тъй като по онова време „Търново било обезобразено от постоянната сеч“, новият кмет залесява няколко дръвчета пред сградата на общината. Организирано учениците ходели да залесяват околностите на града – Зеленка, Света гора... В акциите се включвали и войници от Търновския гарнизон, които залесили Зеленка с борови дръвчета.
Сред заслугите на Димитър Раев се открояват постигнатите добри резултати в областта на водоснабдяването, осветлението на града (през 1926 г. Общинският съвет отпуска на водния синдикат „Янтра“ 200 000 лева за довършване на електроцентралата в местността „Синия вир“), павирането на улици, поставянето на бордюри и тротоари, залесяването на градаи неговите околности. Във връзка с усилията за развитието на бубарството още през 1926 г. Започва засаждането на черничеви дървета в местността Дервент, а общинският съвет се ангажира с построяването на модерна филатура за точене на коприна.
Вероятно не всички знаят, че облагородяването и застрояването на един от най-красивите и живописни терени във Велико Търново – Боруна се свърза с кметския мандата на Димитър Раев. Известно е, че през 1925 г. Постоянната комисия възобновява идеята на учителя Димитър Багрилов от 1899 г. за откриването на художествено-занаятчийско училище в града, в което да се изучава рисуване, живопис, моделиране с глина и гипс, скулптура върху камък. За целта тя се обръща с молба към Общинския съвет да отпусне място за строежа на Боруна. Общинарите се оказват на висота. Начело с кмета на заседанието от 22 януари 1926 г. те не само се съгласяват, но и поставят „крайно благоприятни и полезни за града и особено за тази тъй чудно хубава и живописна негова територия“ условия: строежът да започне в рамките на една-две години, а мястото около сградата да се оформи с алея, на която да се поставят бюстовете на заслужилите за Освобождението ни дейци от Търновско.
Проектът на училището е възложен на арх. Христо Тотев и е изпълнен от него през 1925 г. Същата година започва и останалата подготвителна дейност за строежа, както и разчистването на Боруна. През лятото на 1926 г. Великотърновци с удоволствие наблюдават тържественото полагане основния камък на „Академия на приложните науки“ както тогава присъстващите официални лица наричат училището.
В продължение на две години кипи усилена работа и силуетът на сградата постепенно започва да се вписва в панорамата на града. Отпуснатите макар и немалко средства обаче не стигат за нейното окончателно завършване.
Малко известен е фактът, че в Протокол N29/1926 г. общинският съвет предоставя част от Света гора на местното ловно дружество „Сокол“ с условието там да се поддържа горската площ, да се построи ловен дом, стрелбище, хижа и музей, така че мястото да се превърне в парк, достъпен за търновци и многобройните гости на града по всяко време.
През кметския мандат на Димитър Раев се определят места за строеж на обществени сгради. През май 1926 г. местната управа отчуждава в махала „Св. Марина“ площ от 14669 кв. м, собственост на наследниците на Яни Станчев. Мястото е предназначено за строеж на техническо училище. С решение на общинския съвет от 19 май 1926 г. Министерството на железниците, пощите и телеграфите получава терен за изграждането на пощенска палата. През същата година продължава обсъждането на въпроса и за построяването на Втора прогимназия – паметник „Иларион Макариополски“. Проектирането ѝ се възлага на началника на техническото бюро при Окръжната постоянна комисия. Сградата започва да се строи над Градската градина през 1927 г. Ограничените финансови възможности обаче налагат предвидените 22 класни стаи да се сведат до 12. Въпреки липсата на достатъчно средства, учебното заведение става факт и на 16 септември 1928 г. търновци стават свидетели на неговото откриване.
По настояване на кмета Димитър Раев през 1926 г. се изгражда комисия, която трябва да определи място за строеж на сграда за Окръжно управление на МВРНЗ. На 12 април 1926 г. Градският общински съвет взема решение за построяване на пансион за деца на железничари, който е единствен не само в България, а и на Балканите.
Във връзка със стогодишнината от рождението на Петко Р. Славейков на 17 ноември 1927 г. Великотърновският градски общински съвет провежда извънредно заседание. Кметът Димитър Раев предлага някоя от улиците или площадите на града да се нарече на видния творец, общественик и политик, а настоятелството на бибилиотеката „Просвета“ на общо събрание да приеме името на бележития деец. Предложенията се приемат, в резултат на което площадът, на който търновци се снабдяват със зеленчуци, вече се нарича „Петко Р. Славейков“, а на свое общо събрание, проведено на 27 ноември 1927 г., читалищните дейци преименуват бибилиотеката „Просвета“.
През 1927 г. Щабът на Търновския гарнизон подновява идеята за изграждането на Военен клуб и прави постъпки за осигуряване на място за строеж. Общинския съвет в лицето на кмета Димитър Раев, помощниците му Тодор Фъртунов и Георги Ранков и съветниците Владимир Даскалов, Здравко Стоенчев, Нено Коев, Момчо Дончев и Никола Павлов удовлетворява отправената молба и отпуска безплатно искания терен. Така Военният музей, читалището и дом на Великотърновския градизон е голяма сграда, която краси старопрестолния град от 18 ноември 1934 г., когато е нейното тържествено откриване.
Общинският съвет реагира благосклонно и на предложението за разкриването на гражданско летище в околностите на града, предоставяйки безвъзмездно необходимата за целта площ в местността Картала. Тази значима за икономическото развитие на града инициатива остава нереализирана.
Кметският мандат на Димитър Раев се свързва и с първото честване Деня на детето през 1927 г. (Велико Търново е вторият български град след София, ознаменувал вълнуващия празник), с по-нататъшното възстановяване на съборената от земетресението през юни 1913 г. сграда на мъжката гимназия „Св. Кирил“.
През 1927 г. Общинският съвет съдейства и за откриването на изложбата на проекто-моделите за паметника на загиналите във войните за национално освобождение и обединение (днес известен като „Майка България“) от Великотърновски регион. На обявения конкурс първа награда се присъжда на скулптора Светослав Йоцов. Основният камък на паметника, превърнал се в един от символите на Велико Търново, се полага на 23 септември 1928 г.
Не по-малко грижи отделя кметът и за залесяването на хълмовете и строеж на „летни къщи за живеене“, тъй като е убеден, че тези „екстри“ ще привлекат „хиляди туристи във Велико Търново“.
Димитър Раев възобновява издаването на общински вестник „Велико Търново“. Желанието му е той да е политически неутрален, за да „е в служба и полза на всички граждани“. Като цяло списващите изданието остават верни на тази идея.
По инициатива на кмета гербът, изработен от Димитър Раев, се поставя на фасадата на общинската сграда, присъства в общински вестник „Велико Търново“, приготвен е и за печат на общината.
На Димитър Раев принадлежи и идеята да се проучат всички кметове, техните помощници и съставите на тричленните комисии на Великотърновската градска община от Освобождението до 1926 г. С изпълнението на задачата се заема Тодор Фъртунов, тогава помощник-кмет и един от бъдещите кметове на старата столица. През 1927 г. издирените, увеличени и придружени с кратка биографична справка портрети на местните управници, се експонират в Заседателната зала на общината по случай 50-годишнината от Освобождението на Велико Търново. Съдбата на тази първа по рода си „кметска изложба“ е неизвестна.
Не на последно място трябва да се изтъкне и факта, че кметът съумява да си спечели има не „кмет-обединител“, особено на местната интелигенция.
Димитър Раев решава сам да прекрати кметската си кариера и доказва, че макар и рядко, управниците имат морал и отговорност. Решението му „да абдикира“ се дължи на тежкото финансово състояние на общината, свързано и с прословутия заем около сватбата на цар Фердинанд I, който десетилетия наред тежи като воденичен камък на търновци. А от неизплатени учителски заплати за 1923/1924 и 1924/1925 г. общината натрупва дълг от 1 296 856 лева, което съставлява една трета от годишния ѝ бюджет. Съзнавайки трудното положение, кметът заминава за София с мотивирано предложение до Народното събрание за освобождаването на общината от това задължение. Мисията му обаче завършва неуспешно и той преценява, че няма моралното право да упражнява функциите си.
На 4 октомври 1928 г. Димитър Раев подава оставка. Интересно е да се знае, че той отчита публично дейността си на специално свикано в Модерния театър събрание. Дотогава традицията е кметовете да се отчитат само пред съветниците. С тази си постъпка той „си спечелил авторитет на голям кмет“, а къщата на Бяла Бона започнала да се нарича „Къщата на Раев“.
Заминава на специализация в Париж и Лиеж и се завръща във Велико Търново със защитен докторат по право. Димитър Раев не пожелава да се включи отново в управлението на общината.
От началото на месец август 1941 г. той е назначен за директор на Русенска административна област, а от октомври същата година става Скопски областен управител. Според информацията на Сталян Цанков, д-р Димитър Раев привлича д-р Панайот Хитров, уважаващ лекар, виден есперантист и журналист от Велико Търново, за уреждането на тамошната здравна служба.
След Деветосептемврийския преврат през 1944 г. той е изправен пред така наречения „Народен съд“. В негова подкрепа застава Христо Вакарелски, директор на Народния музей в Скопие през 1941 – 1944 г., свидетел на дейността му там в защита на народа, и вероятно въз основа и на други показания и документи Раев е оправдан от Софийския народен съд. Вместо да бъде освободен обаче той е предаден на Македонския революционен съд, който го осъжда на смърт и там е ликвидиран заради дейността му по възстановяването на българските духовни институции и традиции и разширяването на културните връзки с България.
Съхраняваните във фонда на отдел „Нова и най-нова история“ снимки, документи и вещи свързани с д-р Димитър Раев, са красноречиво свидетелство и доказателство за достойния му живот и дейност, както и опровержение на твърдението, че кметовете „събират само хорската омраза“.